# James Southerland
James Southerland III, né le 28 avril 1990 dans le Queens à New York, est un joueur américain de basket-ball.

## Biographie
Non drafté en 2013, Southerland participe à l'Orlando Summer League avec les Sixers de Philadelphie et à la Las Vegas Summer League avec les Warriors de Golden State.
Le 5 septembre 2013, il signe avec les Bobcats de Charlotte. Le 11 décembre 2013, il est coupé de l'effectif des Bobcats après avoir joué un seul match. Le 19 décembre 2013, il rejoint les D-Fenders de Los Angeles en D-League.
Le 11 avril 2014, il signe avec les Pelicans de La Nouvelle-Orléans pour le reste de la saison.
Le 24 septembre 2014, il signe avec les Trail Blazers de Portland. Cependant, il est coupé de l'effectif des Trail Blazers le 13 octobre 2014. Le lendemain, il signe en France au CSP Limoges pour la saison 2014-2015.